# Grand Theft Auto 2
Grand Theft Auto 2 (ook wel bekend als GTA 2) is een videospel uit de populaire Grand Theft Auto-reeks. Het spel kwam op 22 oktober 1999 wereldwijd het eerst uit voor de PlayStation en volgde op 27 oktober 1999 voor de PC. In 2000 kwam het spel ook beschikbaar op de Dreamcast en Game Boy Color. GTA 2 is ontwikkeld door DMA Design (nu Rockstar North) en uitgegeven door Rockstar Games. Sinds enkele jaren verstrekt uitgever Rockstar Games het spel gratis op internet via een download van 250 MB.

## Locatie
Het spel speelt zich af in Anywhere City, maar het jaartal is in tegenstelling tot andere GTA-spellen onbekend, hoewel de officiële website het jaar 2013 noemt. Het spel kent drie levels of gebieden. Het eerste gebied (of level) is de binnenstad waar zich hotels, casino's, een groot psychiatrisch ziekenhuis en een universiteit bevinden. Het tweede level is een woongebied met een stadsgevangenis, een woonwagenkamp met een club die "Disgracelands" heet en als thema Elvis Presley heeft en een onderzoekscentrum . Het derde level is een industrieel gebied waar zich een grote haven, een vleesverpakkingsfabriek en een Krishna-tempel bevinden.

## Gameplay
GTA 2 speelt in top-downperspectief, wat betekent dat alles van bovenaf gezien wordt.
De speler speelt als Claude Speed die een aantal missies moet volbrengen in opdracht van diverse bendes. Door de missies tot een goed einde te brengen neemt het respect vanuit de bendes toe. In het spel heeft de speler beschikking over auto's, busjes en zware wagens. Verder zijn er verschillende wapens en Kill Frenzy-acties. Bij een Wanted Level zal de politie of het SWAT-team achter je aankomen. In het tweede gebied kan ook nog de FBI je achtervolgen en in het derde gebied zelfs het leger.

## Bendes
GTA 2 bevat zeven verschillende bendes, verspreid over de drie levels van het spel. De Zaibatsu Corporation is als enige inbegrepen in elk level, samen met twee resterende andere bendes. De bendes zijn:
- Zaibatsu Corporation (symbool: gele 'Z')
- Loonies (symbool: knipogende smiley)
- De Yakuza (symbool: blauwe Yen '¥')
- SRS (Sex and Reproductive Systems) Scientists (symbool: gouden schild)
- Rednecks (symbool: de vlag van de Geconfedereerde Staten van Amerika)
- Russische Maffia (symbool: rode ster)
- Hare Krishna (symbool: oranje bloem)

## Trivia
- Het spel is opgenomen in het boek 1001 Video Games You Must Play Before You Die van Tony Mott.